# Jigouliovsk
Jigouliovsk (en russe : Жигулёвск) est une ville de l'oblast de Samara, en Russie. Sa population s'élevait à 54 343 habitants en 2017.

## Géographie
Jigouliovsk est située sur la rive droite de la Volga, au nord des monts Jigouli, d'où elle tire son nom, à 53 km à l'ouest-nord-ouest de Samara et à 808 km à l'est-sud-est de Moscou.

## Histoire
La ville occupe le territoire des anciens villages d'Otvajnoïé (Отва́жное, connu depuis 1840) et Morkvachi (Моркваши, connu depuis 1647). L'agglomération d'Otvajny (Отва́жный) est liée à la mise en exploitation de gisements de pétrole. En 1949, elle a fusionné avec les villages et a été rebaptisée Jigouliovsk. Elle a le statut de ville depuis 1952.

## Population
Recensements (*) ou estimations de la population
| 1959*  | 1970*  | 1979*  | 1989*  | 2002*  | 2010*  |
| ------ | ------ | ------ | ------ | ------ | ------ |
| 46 117 | 52 130 | 46 157 | 44 801 | 48 770 | 55 565 |

| 2012   | 2013   | 2014   | 2015   | 2016   | 2017   |
| ------ | ------ | ------ | ------ | ------ | ------ |
| 55 606 | 55 570 | 55 559 | 55 476 | 55 052 | 54 343 |

## Économie
L'économie de Jigouliovsk repose sur la centrale hydroélectrique Voljskaïa GuES, l'extraction du pétrole, la production de matériaux de construction, l'usine Energoremmach, le travail industriel du bois.

## Personnalités
- Oleg Saitov (1974-), double champion olympique (1996, 2000) de boxe est originaire de la ville ;
- Diana Shnaider (2004-), joueuse de tennis est originaire de la ville.